# Opsterlands Belang
Opsterlands Belang (OB) is een lokale politieke partij in de gemeente Opsterland (Friesland). Sinds 2010 is het de grootste partij in de gemeenteraad.

## Geschiedenis

### Oprichting
“Bestaande partijregels en structuren belemmeren raadsleden om het Opsterlands belang te dienen.” Dit zijn de woorden die de Gorredijkster Wietse Veenstra sprak, in de raadsvergadering van januari 1970. Hij kondigde aan, niet langer namens de CHU in de raad te willen zitten, maar namens een door hem zelf opgerichte nieuwe partij, Opsterlands Belang. Raadslid Jan de Boer van de Boerenpartij sloot zich hier bij aan.

### Verkiezingsresultaten 1974-1998
Nadat dhr. Harm Hoving zich had aangesloten bij Opsterlands belang kwam deze bij verkiezingen in 1974 met vier zetels in de raad. Ondanks de vier zetels mocht Opsterlands Belang niet op een plaats in het college rekenen. In 1978 zakte de lokale partij terug naar twee zetels welke door Wietse Veenstre en harm Hoving werden bezet. In 1986 en 1990 behaalde de partij telkens 3 zetels. In 1994 en 1998 groeide de partij uit naar vier raadszetels. Opsterlands Belang bleef al die jaren een oppositiepartij.

### Verkiezingsresultaten 2002-2006
Mede door de grote aandacht voor niet traditionele partijen na de moord op Pim Fortuyn, werd Opsterlands Belang bij de verkiezingen van 2002 de grootste met 6 van de 21 zetels. Daardoor kon Opsterlands Belang voor het eerst in haar bestaan een coalitie vormen met de PvdA. De fractie koos dierenarts Han Hage uit Beetsterzwaag tot haar fractievoorzitter. Wethouder werd Klaas de Boer uit Gorredijk.

### Verkiezingsresultaten 2006-2010
In 2006 werd Opsterlands Belang, ondanks dat ze 6 zetels behielden niet de grootste partij omdat coalitiepartij PvdA 7 zetels behaalde. 
In deze periode werd fractievoorzitter Han Hage, die vanwege de liefde naar Maastricht verhuisde, in 2009 opgevolgd door Sikke Marinus uit Nij Beets.

### Verkiezingsresultaten 2010-2014
Opsterlands belang kwam met 7 van de 23 zetels (op dat moment waren er meer dan 30.000 inwoners in Opsterland) in de gemeenteraad. Vervolgens heeft Opsterlands Belang het voortouw genomen bij de coalitievorming en hieruit is een akkoord gekomen met het CDA en de ChristenUnie. Voormalig fractievoorzitter Han Hage was de informateur en het was de eerste keer sinds de tweede wereldoorlog dat de PvdA geen onderdeel vormde van de coalitie in Opsterland. Halverwege de periode in 2012 stapte wethouder Klaas de Boer over naar het bedrijfsleven en werd hij opgevolgd door wethouder Piet van Dijk.

### Verkiezingsresultaten 2014-2018
Opsterlands belang kwam met 6 van de 21 zetels als grootste partij terug in de gemeenteraad. Vervolgens heeft Opsterlands Belang het voortouw genomen bij de coalitievorming en hieruit is een akkoord gekomen met het wederom CDA en de ChristenUnie uitgebreid met D66. In september 2014 volgt Dieko van der Harst Sikke Marinus op als fractievoorzitter. Een jaar later, in oktober 2015, volgt Marcel van Opzeeland Dieko van der Harst op als fractievoorzitter. In 2017 is wethouder Van Dijk benoemd tot burgemeester in de gemeente Aa en Hunze. Hij is opgevolgd als wethouder door Anko Postma uit Nij Beets.

### Verkiezingsresultaten 2018-2022
Na de laatste verkiezingen kwam Opsterlands Belang wederom met 6 van de 21 zetels als grootste partij terug in de gemeenteraad. Opmerkelijk was dat, hoewel Opsterlands Belang een gelijk aantal zetels had behouden, er tussen de andere partijen een nivellering had plaatsgevonden, waardoor de tweede partij slechts 3 zetels had. Opsterlands Belang nam het voortouw bij de coalitievorming, waarbij transparantie en invloed voor oppositiepartijen het uitgangspunt was. Anko Postma en Marcel van Opzeeland werden door Opsterlands Belang als informateurs aangewezen. Nadat de inbreng van alle fracties was opgenomen in het advies van informateurs Postma en Van Opzeeland, bleek de meerderheid in de raad te zijn voor een coalitie van Opsterlands Belang (6 zetels), ChristenUnie (2 zetels) en PvdA (3 zetels). Het CDA werd oppositiepartij. De informateur werd Anne-Wil Lucas, oud-Tweede Kamerlid voor de VVD en oud-commissielid voor de VVD in Opsterland. Het coalitieakkoord richtte zich op vier speerpunten: modern bestuur, duurzaamheid, leefbaarheid en inclusiviteit.